# Amiotrofia cukrzycowa

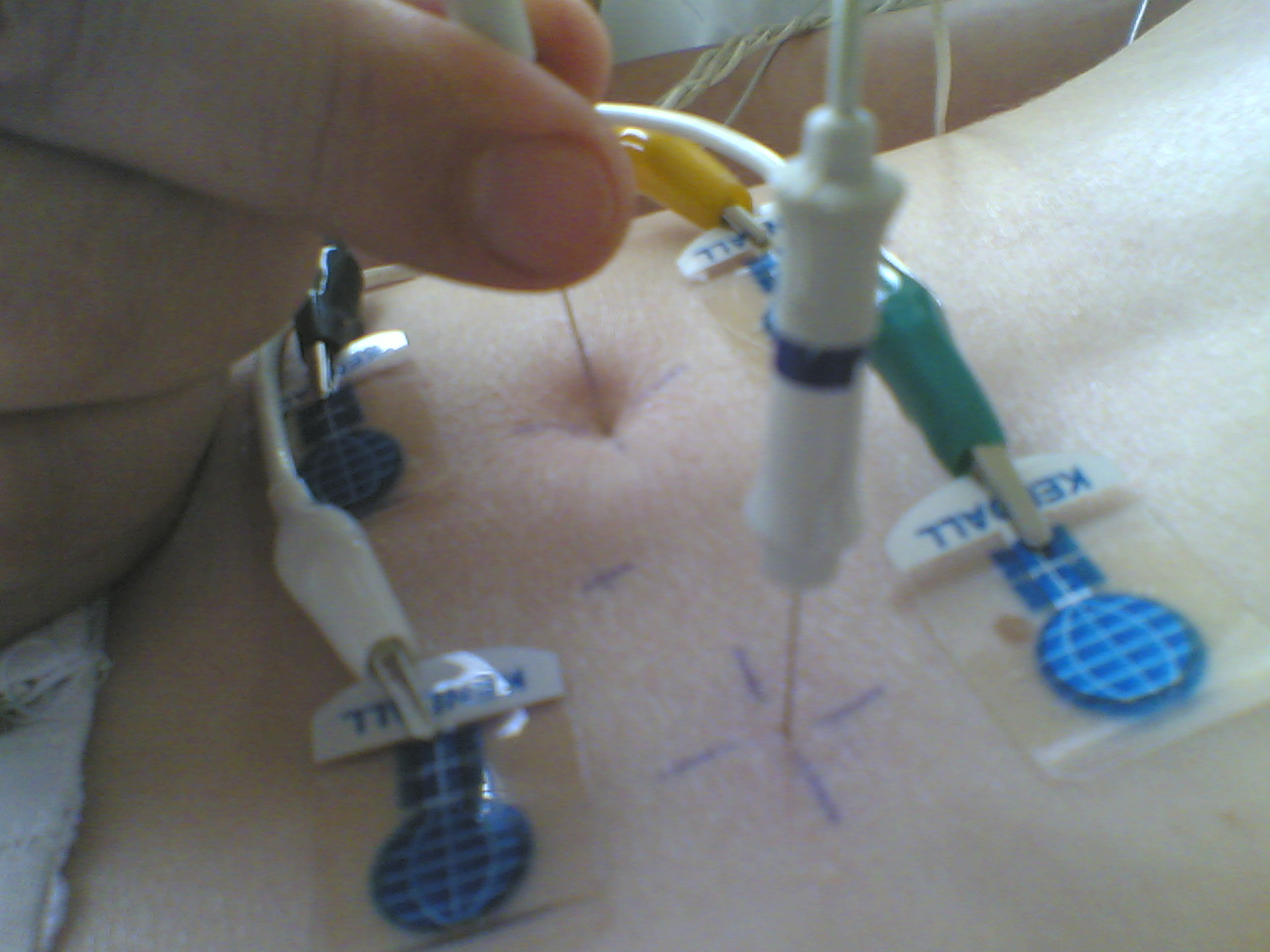
Badanie elektromiograficzne pozwalające zdiagnozować amiotrofię cukrzycową.

Amiotrofia cukrzycowa, proksymalna neuropatia cukrzycowa – rzadki zespół chorobowy zaliczany do niesymetrycznych powikłań neurologicznych cukrzycy, występujący u pacjentów w podeszłym wieku. Przejawia się on niedowładem i zanikiem (początkowo tylko jednostronnym) proksymalnych (tj. znajdujących się bliżej tułowia) mięśni kończyn dolnych (miednicy i ud), w wyniku czego następuje ich osłabienie, związane często z bólem podczas ruchu. Chory na amiotrofię cukrzycową często nie jest w stanie sam wejść na schody.
Niekiedy dodatkowym objawem choroby są zaburzenia czucia głębokiego i powierzchniowego (np. przeczulica, drętwienie, pieczenie).
Uważa się, iż choroba ta jest szczególną postacią neuropatii cukrzycowej ruchowej, w której następuje uszkodzenie korzeni nerwowych, a nie pojedynczych nerwów obwodowych.
Diagnoza amiotrofii cukrzycowej następuje poprzez badania elektromiograficzne, które wykazują zmiany powstałe w mięśniach i nerwach.
Nawet przy zapewnieniu dobrej kontroli cukrzycy poprawa w amiotrofii może trwać miesiącami, a czasami nawet latami. Jej ustąpienie zazwyczaj bywa niezupełne. Często choremu pozostaje zaburzenie czucia.